# Sanctuaire des Moglietti
Le Sanctuaire des Moglietti (italien Santuario dei Moglietti) est consacré à Notre-Dame des Grâces dans la commune de Coggiola.

## Histoire
Ce sanctuaire a été construit à partir de 1888 en agrandissant l'ancienne chapelle du XVIIIe siècle.
La zone était un marécage et le nom Moglietti (du piémontais mujieit, marécage) rappelle cette origine. Le lieu est aussi nommé « de la bataille » parce que, selon la tradition, il y a eu une bataille entre les habitants de Coggiola et Fra Dolcino et ses compagnons.

## Description
Aujourd'hui le sanctuaire est composé d'une petite église (avec abside, portique et clocher) et un petit logement. L'ancienne colonne votive avec la fresque de la Vierge à l'Enfant est encore préservée dans l'église. Devant l'église il y a la fontaine caractéristique qu'on peut trouver dans tous les sanctuaires du Biellais.
À l'intérieur il y a plusieurs ex-votos donnés par les fidèles.